# Lepechinia lancifolia
Lepechinia lancifolia là một loài thực vật có hoa trong họ Hoa môi. Loài này được (Rusby) Epling mô tả khoa học đầu tiên năm 1935.